# Pimpinella henryi
Pimpinella henryi là một loài thực vật có hoa trong họ Hoa tán. Loài này được Diels miêu tả khoa học đầu tiên năm 1900.